# 深山 (航空機)
中島 G5N 深山
- 用途：陸上攻撃機・輸送機
- 製造者：中島飛行機
- 運用者： 大日本帝国（日本海軍）
- 初飛行：1941年（昭和16年）4月
- 生産数：6機
- 運用開始：1943年（昭和18年）
- 退役：1945年（昭和20年）9月
- 運用状況：退役

深山（しんざん）は、日本海軍の陸上攻撃機である。設計、製造は中島飛行機。日本海軍初の4発陸上機で海軍機中最大の機体（全長・全幅はB-29にほぼ匹敵）を誇ったが、機体各部にトラブルが頻発したため6機の試作だけで不採用となった。記号はG5N。アメリカ軍によるコードネームは「Liz」。

## 開発
帝国海軍は航続距離の格段に大きい大型陸上攻撃機の開発を企図し、パナイ号事件などで日米間の緊張が高まる中、1937年（昭和12年）に民間の大日本航空名義で4発のダグラス DC-4Eを輸入、これを参考にした試作「十三試大型陸上攻撃機」を中島飛行機に命じた。

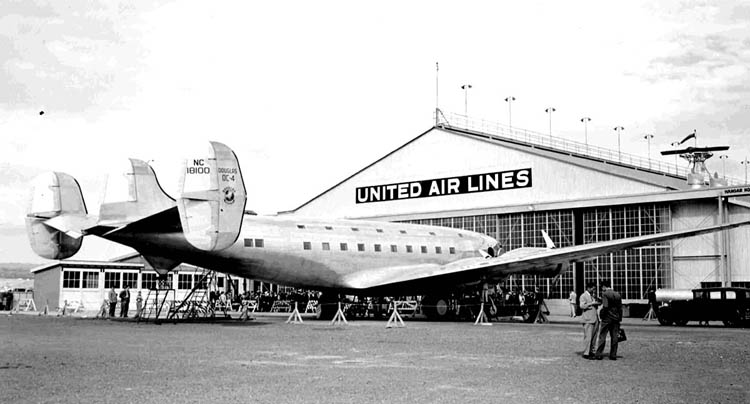
DC-4E

ところがこのDC-4Eは後の傑作輸送機と名高いDC-4（C-54）とは全く別の機体であり、試作機の生産のみで終わっている。これは、重量が増加したにもかかわらずエンジンの性能が不十分であり、加えて複雑な機構から整備性にも難があったためである。このためDC-4Eは商業的な観点からは失敗作と言わざるを得ない出来であった。
1941年（昭和16年）2月に試作第1号機が完成し、4月に初飛行した。主翼、降着装置、油圧・電気系統等はDC-4Eと同一か参考にしたものだったが、胴体は新規に設計されたもので垂直尾翼が3枚から2枚に改められていた。また、主翼の配置も低翼式から中翼式になり、翼内の燃料タンクが大型化されていた。これらの改設計は、胴体内に爆弾倉、胴体下面に爆弾倉扉、尾部に銃座を設ける必要からであった。エンジンは、当初予定していた中島製の新型高馬力エンジン護の実用化が間に合わず、やや出力が低い三菱重工業製の火星を搭載していた。試作2号機までは火星を搭載し、その後製造された増加試作機4機には当初の予定どおり護一一型を搭載しテストが行われた。なお、増加試作機は深山改と呼ばれた。
しかし、護は所定の出力が出なかった上、振動が大きく信頼性に欠けていた。また、機体も元となったDC-4Eが失敗作である上に、前例のない大型機の開発に技術が追いつかず電気系統を始めとする機体各部にトラブルが頻発した。機体重量も当初の予定を2割以上超過しており、運動性も劣悪で陸攻でありながら敵艦に超低空から肉薄雷撃できない、這い寄れない機体であったため、「バカ烏」という不名誉な渾名が付けられた（ただし、この種の運用に運動性が低い大型4発機を充てること自体がそもそも間違っており、濡れ衣ともいえる）。このため長期間改修を続けながらテストされ1943年（昭和18年）には「試製深山」へ改称されたものの、結局6機の試作だけで不採用となった。ただし、本機の試作によって得た経験は後継の連山の設計に生かされることとなった。また、ダグラス DC-4Eより得られたダグラス式のリベット技術や厚板構造は、以後の航空機生産に大きな寄与をしている。

## 輸送機型への改造と運用
深山は陸上攻撃機としての開発が打ち切られた後も連山開発の参考として試験飛行を続けていたが、南方での戦闘が激化した1943年（昭和18年）後半以降改めて試作機6機中4機については実戦投入や廃棄処分を含めてその扱いが議論され、その結果武装と試験飛行で問題となった油圧式の操縦系統を外して人力操縦とし、胴体下部の銃座跡には貨物搬入扉、胴体内部には貨物積み下ろし用の手動クレーン、操縦席後部には定員8名の客室を備えた輸送機に改造され、1944年（昭和19年）2月には深山改輸送機（機番はG5N2-L）として第一〇二一航空隊に配属された。本機は主に日本本土からテニアン島ほかマリアナ諸島への輸送に用いられたほか、台湾、フィリピン、パラオとの基地間輸送にも充てられ、日本からの輸送では主に落下式増槽や航空機の予備エンジン・プロペラに弾薬、医療品といった前線で必要とされる機材・資材を、南方各基地からは物資以外に本土に向かう人員や戦死者の遺骨を運んだ。また旧爆弾倉部分を利用して魚雷2本を収容できることから「魚雷運搬機」として魚雷を空輸するなど、機体の大きさを生かした輸送任務に就いたが、元が試作機であることから各部の整備に手間を要しただけなく、前線基地の飛行場ではその機体規模と重量が滑走路や駐機場に悪影響を与えるといったトラブルも起こした。
エンジン故障の頻度はエンジンの装備数に比例したものなのか3発での飛行が部隊史に書き残されており、操練31期のベテラン大竹典夫特務少尉は「4つのエンジンが全部回っている深山を見たことがない」とまで語っている。ただし双発機とは違い1発が停止しても高度を失わず、水平飛行が可能だったという。
問題を抱えながらも深山は定期的な南方への輸送に投入されていたが、1944年（昭和19年）4月には台湾から鹿屋へ飛行中の1機が着陸直前に墜落、6月には第一〇二一航空隊本部が進出していたテニアン島への攻撃が始まり空襲で1機が失われ、さらに8月には同島の玉砕により第一〇二一航空隊も多くの戦死者を出した。玉砕後本土の残存隊員を中心に再編された第一〇二一航空隊では、2機を残すのみとなった深山が8月24日に編成から外され、以後は厚木基地の地上訓練機材として置かれた。1945年（昭和20年）になると本土への空襲が激しくなるが、格納庫に入らないため外に置いてある深山を、アメリカの戦闘機は新型機だと思いしつこく機銃掃射するといったこともあって機体の破損は激しかったが、終戦まで深山は厚木基地に残され、戦後現地で処分された。

## 陸軍での採用計画
1940年（昭和15年）に陸軍は深山の陸軍仕様への変換を計画した。この計画機はキ68と名づけられ、エンジンは火星の陸軍仕様であるハ101を搭載するものとして計画が進められた。
その後、この計画は設計・製作を中島から川崎航空機へと移管した上でキ85となり、1942年（昭和17年）4月27日に試作指示が行われ、同年中には実大模型審査を終了したが、深山の性能不足が明らかになったため1943年（昭和18年）5月に計画中止となった。

## 主要諸元
試製深山
- 全長：31.02m
- 全幅：42.14m
- 全高：6.13m
- 主翼面積：201.80m2
- 重量：20,100kg
- 全備重量：28,150kg
- 発動機：三菱火星一二型 空冷複星型14気筒×4
- 出力：1,530hp
- 最大時速：392km/時
- 航続距離：3,528km
- 最高上昇：9,050m
- 武装
  - 20mm機関銃×2
  - 7.7mm機関銃×4
  - 爆弾 最大3,000kg または　魚雷×2
- 乗員：7名

試製深山改
- 全備重量：32,000kg
- 発動機：中島　護一一型　空冷複星型14気筒×4
- 出力：1,870hp
- 最大時速：420km/時
- 航続距離：4,190km

その他の項目は試製深山に同じ。
陸上輸送機深山改
- 全長：29.46m
- 全幅：42.14m
- 全備重量：32,500kg
- 過荷重量：36,800kg
- 武装：なし
- 搭載量：貨物室搭載量4000kg、客室定員8人
- 乗員：6名

その他の項目は試製深山および深山改に同じ。（発動機は一号機、二号機のみ三菱火星一二型 空冷複星型14気筒×4）

## 登場作品

### 漫画・アニメ
『空軍力の勝利』
米空母を爆撃する機体として機影のみ登場

### ゲーム
『War Thunder』
プレイヤーの操縦機体として登場。
『艦隊これくしょん -艦これ-』
「深山」「深山改」として登場。本機の巨大さを表すためか、1スロット当たりの配備機数が他の陸上機の半分に設定されている。